# كونيجسي
بحيرة كونيجسي أو كونيغسي هي بحيرة طبيعية تقع في أقصى جنوب شرق منطقة بركتشغادن في ولاية بافاريا الألمانية وبالقرب من الحدود النمساوية،  وتقع معظم البحيرة داخل حديقة بركتشغادن الوطنية.
تعتبر كونيجسي  ثالث أعمق بحيرة في ألمانيا وقد شكلتها الأنهار الجليدية خلال العصر الجليدي الأخير. وهي تمتد نحو 7.7 كيلومتراً باتجاه الشمال والجنوب وحوالي 1.7 كيلومتراً في أوسع نقطة، ويحيط بالبحيرة خلل بسبب ارتفاع حاد في الجبال المحاذية والتي تصل إلى 2700 متر ، بما في ذلك كتلة صخرية جبلية وهي فاتسمان في الغرب.

## معرض صور

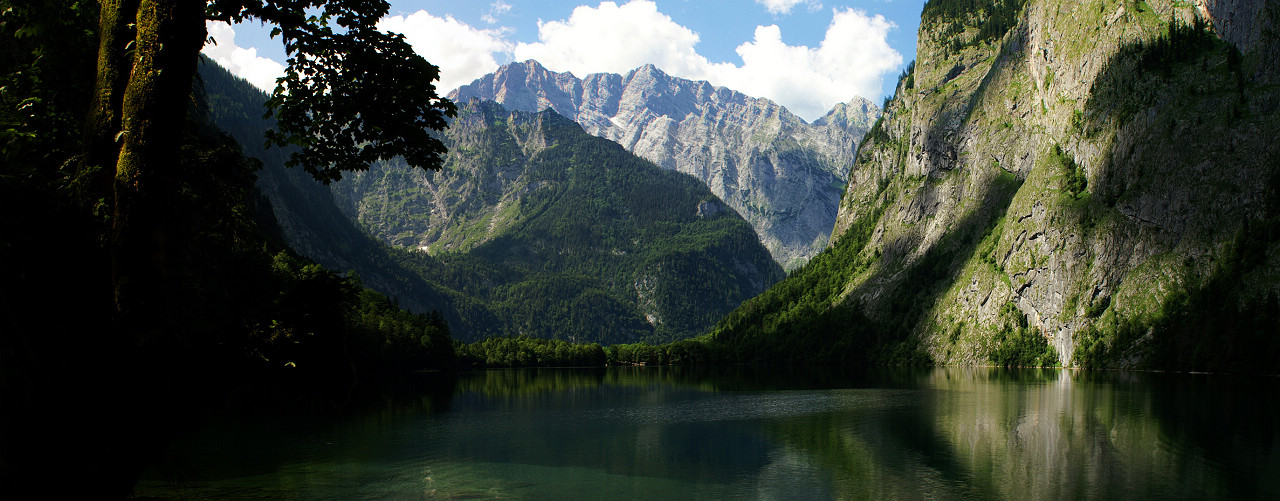
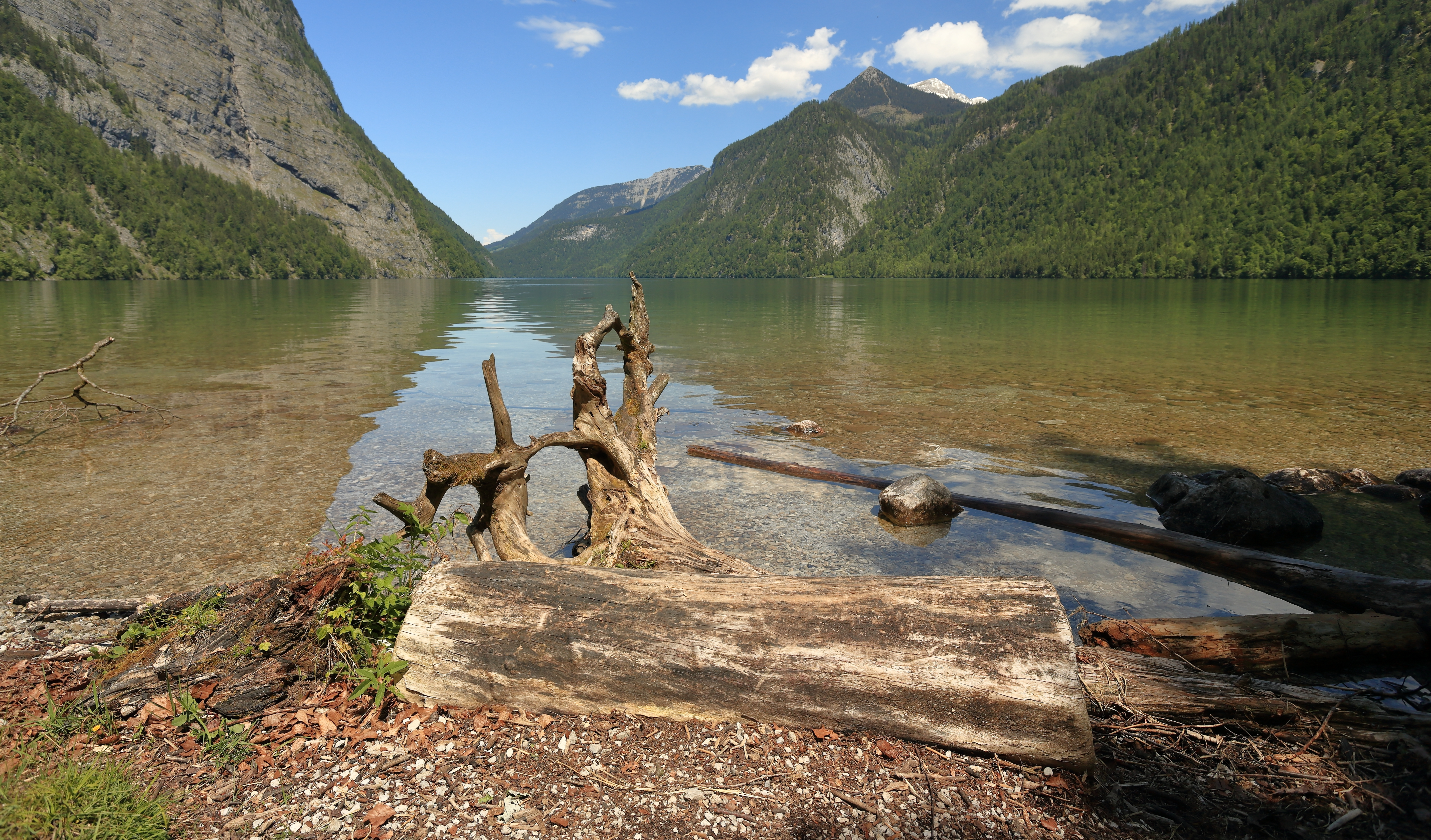
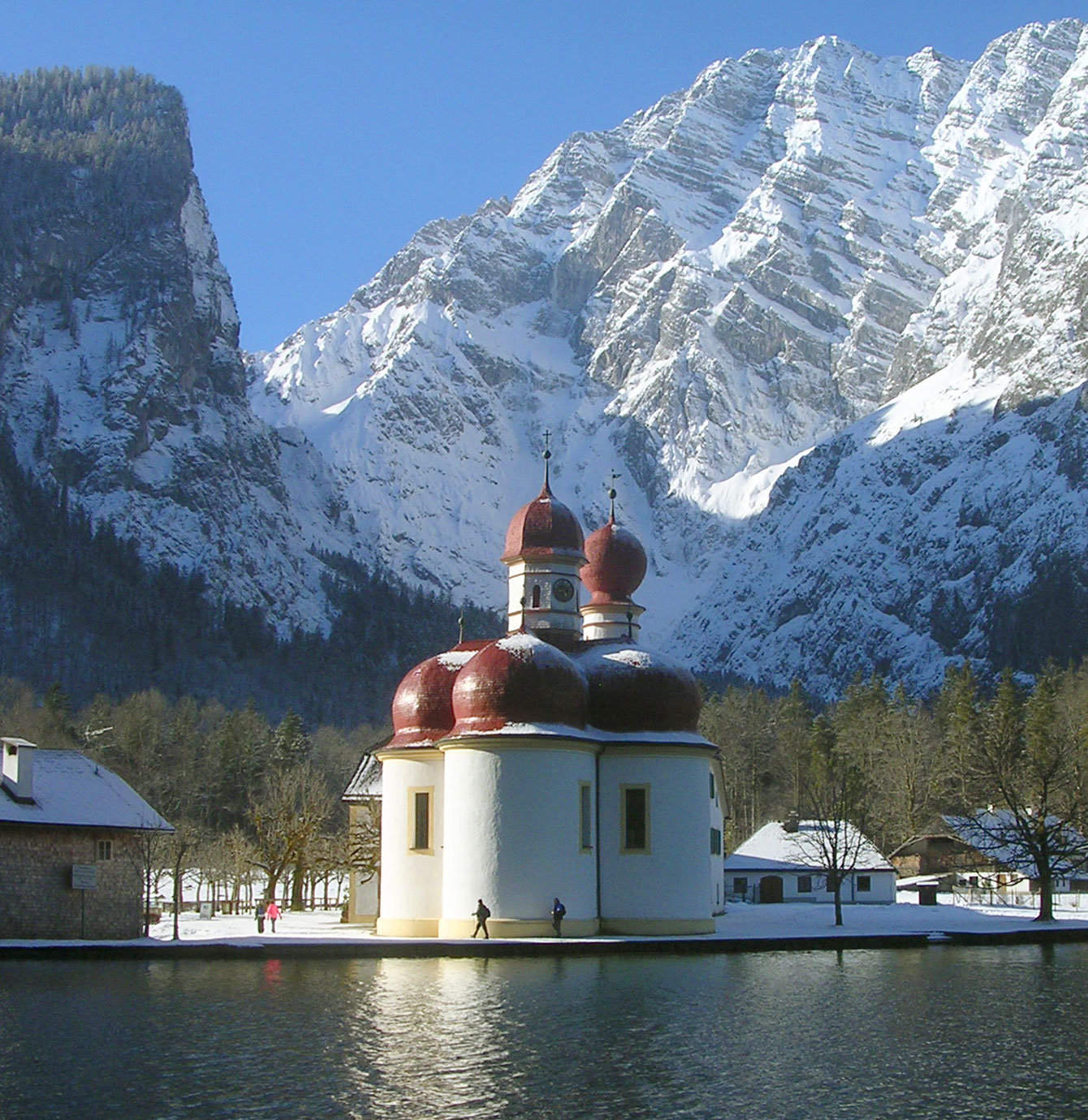
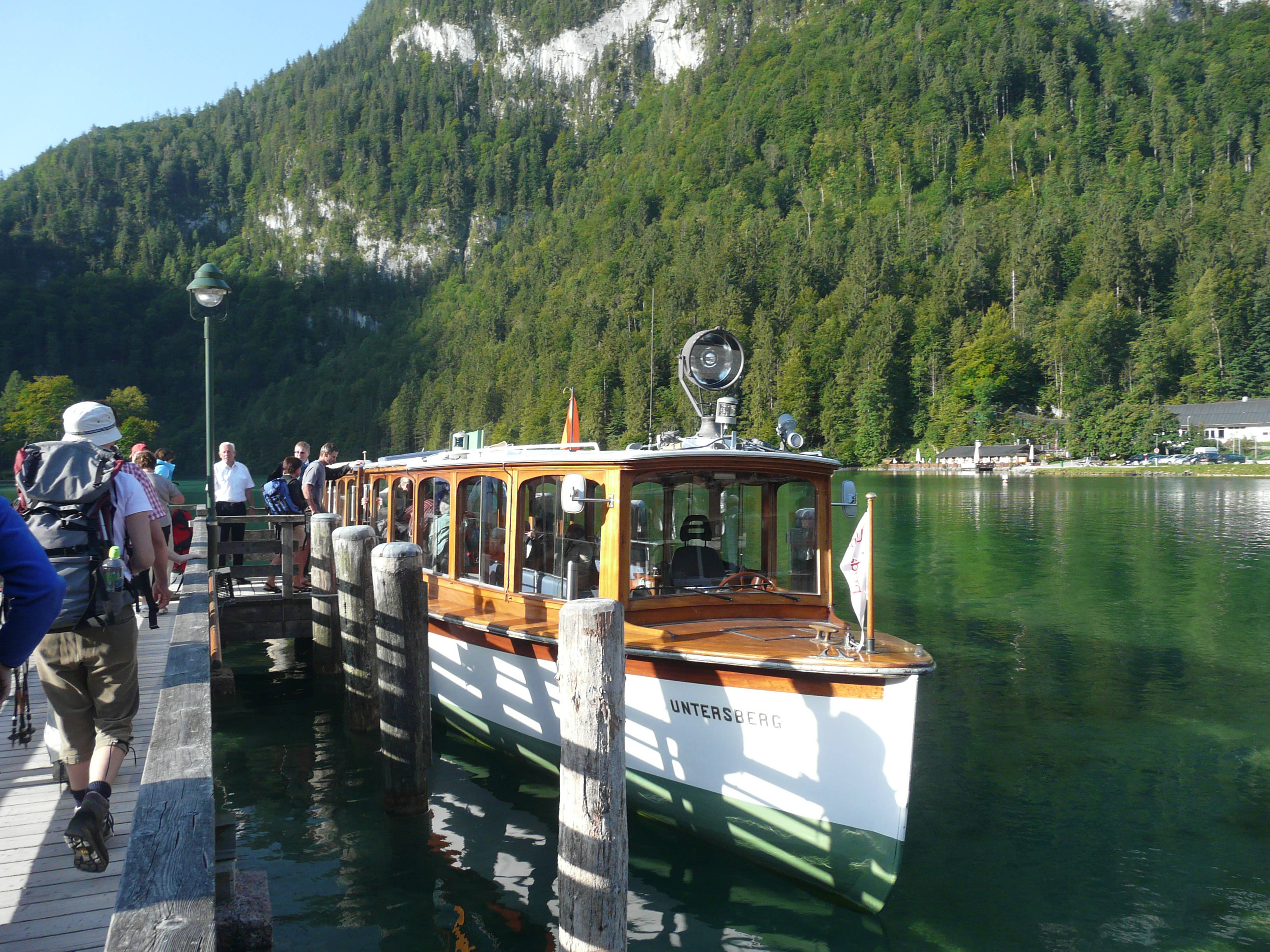
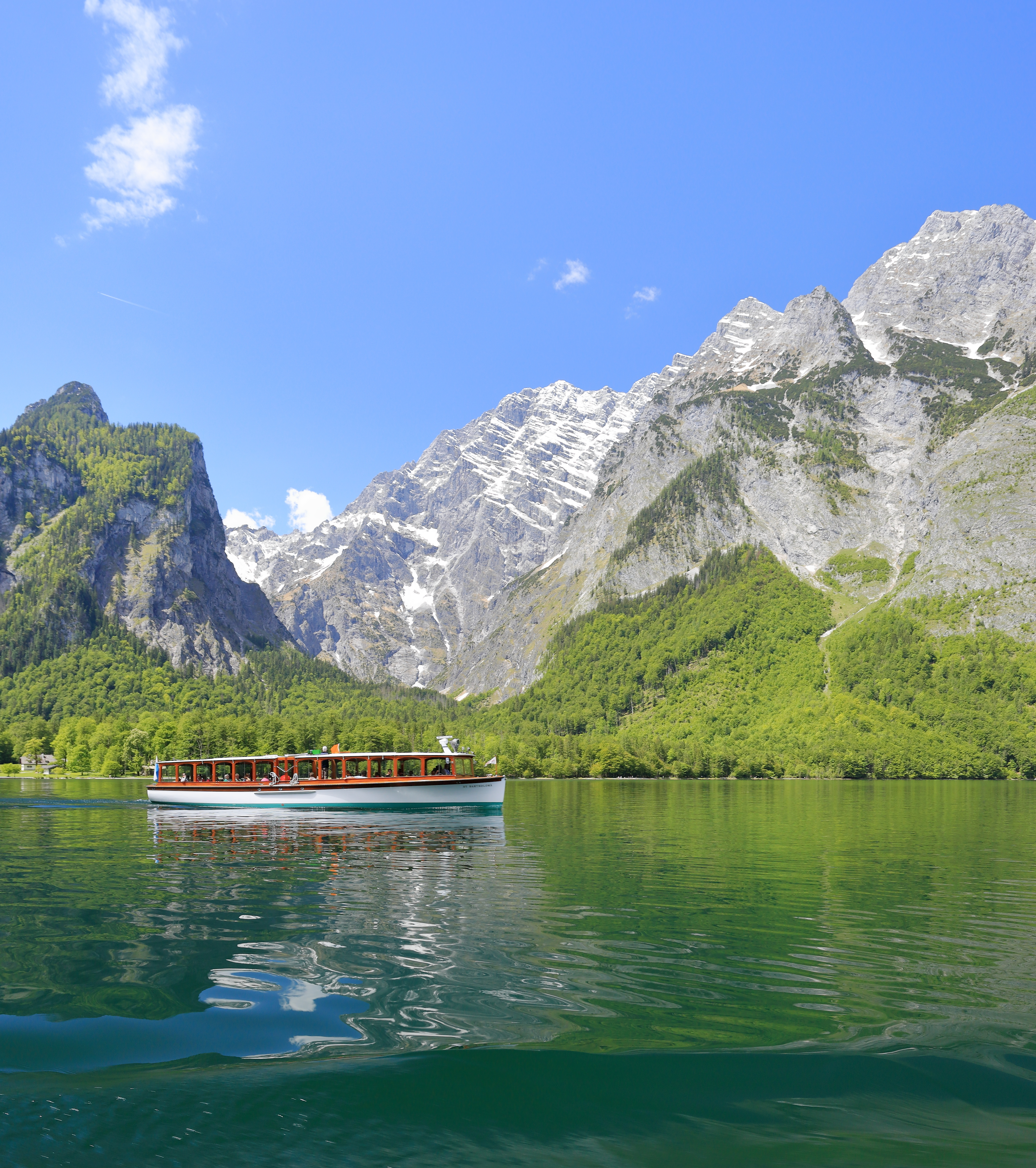